# Сара Борвелл
Сара Борвелл (англ. Sarah Borwell; нар. 20 серпня 1979) — колишня британська тенісистка.
Найвищу одиночну позицію світового рейтингу — 199 місце досягла 10 липня 2006, парну — 65 місце — 9 серпня 2010 року.
Здобула 3 одиночні та 8 парних титулів туру ITF.
Найвищим досягненням на турнірах Великого шолома було 2 коло в одиночному розряді.
Завершила кар'єру 2013 року.

## Фінали ITF

### Одиночний розряд: 7 (3–4)
| Легенда         |
| --------------- |
| турніри $50,000 |
| турніри $25,000 |
| турніри $10,000 |

| Результат | Ранг | Дата            | Турнір                         | Покриття   | Суперниця        | Рахунок       |
| --------- | ---- | --------------- | ------------------------------ | ---------- | ---------------- | ------------- |
| Поразка   | 1.   | 30 березня 2003 | ITF Олбері, Австралія          | Трава      | Ліза Макші       | 1–6, 4–6      |
| Перемога  | 1.   | 19 березня 2006 | ITF Шеффілд, Велика Британія   | Тверде (i) | Надя Рома        | 4–6, 6–1, 6–4 |
| Поразка   | 2.   | 28 травня 2006  | ITF Наґано, Японія             | Килим      | Йонемура Томоко  | 7–5, ret.     |
| Перемога  | 2.   | 21 липня 2007   | ITF Фрінтон, Велика Британія   | Трава      | Джейд Кертіс     | 6–4, 1–6, 6–3 |
| Поразка   | 3.   | 16 березня 2008 | ITF Діжон, Франція             | Тверде (i) | Ольга Брозда     | 5–7, 6–4, 4–6 |
| Перемога  | 3.   | 23 березня 2008 | ITF Бат, Велика Британія       | Тверде (i) | Стефані Вонгсуті | 6–4, 7–6(7–5) |
| Поразка   | 4.   | 13 липня 2008   | ITF Філікстоу, Велика Британія | Трава      | Неуза Сілва      | 3–6, 2–6      |

### Парний розряд: 13 (8–5)
| Легенда          |
| ---------------- |
| турніри $100,000 |
| турніри $75,000  |
| турніри $50,000  |
| турніри $25,000  |
| турніри $10,000  |

| Результат | Ранг | Дата              | Турнір                         | Покриття  | Партнерка        | Суперниці                              | Рахунок            |
| --------- | ---- | ----------------- | ------------------------------ | --------- | ---------------- | -------------------------------------- | ------------------ |
| Поразка   | 1.   | 30 березня 2003   | ITF Олбері, Австралія          | Трава     | Брі Келдервуд    | Чжуан Цзяжун Ілк Джерс                 | 1–6, 5–7           |
| Перемога  | 1.   | 24 жовтня 2004    | ITF Болтон, Велика Британія    | Тверде    | Емілі Веблі-Сміт | Ганна Коллін Анна Говкінс              | 7–5, 1–6, 6–2      |
| Перемога  | 2.   | 7 серпня 2005     | ITF Ванкувер, Канада           | Тверде    | Сара Ріск        | Лорен Барніков Антонія Матіч           | 6–4, 3–6, 7–6(7–0) |
| Поразка   | 2.   | 15 липня 2006     | ITF Філікстоу, Велика Британія | Трава     | Джейн О'Доног'ю  | Труді Мусгрейв Крістіна Вілер          | 2–6, 4–6           |
| Перемога  | 3.   | 9 листопада 2007  | ITF Порт-Пірі, Австралія       | Тверде    | Кортні Негл      | Даніелла Джефлі Емілі Г'юсон           | 6–2, 6–2           |
| Перемога  | 4.   | 22 лютого 2008    | ITF Капріоло, Італія           | Килим (i) | Келлі Андерсон   | Дарія Юрак Івана Лісяк                 | 7–6(9–7), 6–4      |
| Поразка   | 3.   | 22 березня 2008   | ITF Бат, Велика Британія       | Тверде    | Олівія Скарфі    | Мартіна Бабакова Івета Герлова         | 1–6, 7–5, [1–10]   |
| Перемога  | 5.   | 10 травня 2008    | ITF Ірапуато, Мексика          | Тверде    | Робін Стівенсон  | Штефанія Боффа Нікола Франькова        | 6–4, 3–6, [10–4]   |
| Поразка   | 4.   | 6 червня 2008     | ITF Сербітон, Велика Британія  | Трава     | Елізабет Томас   | Джулія Дітті Абігейл Спірс             | 6–7(2–7), 2–6      |
| Перемога  | 6.   | 12 липня 2008     | ITF Філікстоу, Велика Британія | Трава     | Кортні Негл      | Нікола Франькова Анна Говкінс          | 7–5, 6–3           |
| Поразка   | 5.   | 28 вересня 2008   | ITF Шрусбері, Велика Британія  | Тверде    | Кортні Негл      | Анна Сміт Юганна Ларссон               | 6–7(6–8), 4–6      |
| Перемога  | 7.   | 23 листопада 2008 | ITF Оденсе, Данія              | Килим (i) | Кортні Негл      | Габріела Хмелінова Мервана Югич-Салкич | 6–4, 6–4           |
| Перемога  | 8.   | 31 травня 2010    | ITF Ноттінгем, Велика Британія | Трава     | Ракел Атаво      | Наомі Броді Кеті О'Браєн               | 6–3, 2–6, [10–7]   |

## Досягнення
| W | Ф | ПФ | ЧФ | #Р | КТ | К# | DNQ | A | NH |

### Одиночний розряд
| Турнір                                 | 2003 | 2004 | 2005 | 2006 | 2007 | 2008 | В-п за кар'єру |
| -------------------------------------- | ---- | ---- | ---- | ---- | ---- | ---- | -------------- |
| Відкритий чемпіонат Австралії з тенісу |      |      |      |      |      |      | 0–0            |
| Відкритий чемпіонат Франції з тенісу   |      |      |      |      | К1р  |      | 0–0            |
| Вімблдонський турнір                   | К1р  |      | 1р   | 2р   | К2р  | К1р  | 1–2            |
| Відкритий чемпіонат США з тенісу       |      |      |      | К1р  |      |      | 0–0            |
| Рейтинг на кінець року                 | 349  | 417  | 331  | 218  | 264  | 363  | 1–2            |

### Парний розряд
| Турнір                                 | 2003 | 2004 | 2005 | 2006 | 2007 | 2008 | 2009 | 2010 | 2011 | В-п за кар'єру |
| -------------------------------------- | ---- | ---- | ---- | ---- | ---- | ---- | ---- | ---- | ---- | -------------- |
| Відкритий чемпіонат Австралії з тенісу |      |      |      |      |      |      |      | 2р   | 1р   | 1–2            |
| Відкритий чемпіонат Франції з тенісу   |      |      |      |      |      |      | 1р   | 1р   |      | 0–2            |
| Вімблдонський турнір                   | 1р   | 1р   | 1р   | 1р   | 1р   | 1р   | 1р   | 1р   | 1р   | 0–9            |
| Відкритий чемпіонат США з тенісу       |      |      |      |      |      |      | 1р   |      |      | 0–1            |
| Рейтинг на кінець року                 | 556  | 441  | 343  | 244  | 482  | 123  | 78   | 69   | 325  | 1–14           |

### Мікст
| Турнір                                 | 2003 | 2004 | 2005 | 2006 | 2007 | 2008 | 2009 | 2010 | Виграшів-поразок за кар'єру |
| -------------------------------------- | ---- | ---- | ---- | ---- | ---- | ---- | ---- | ---- | --------------------------- |
| Відкритий чемпіонат Австралії з тенісу |      |      |      |      |      |      |      |      | 0–0                         |
| Відкритий чемпіонат Франції з тенісу   |      |      |      |      |      |      |      |      | 0–0                         |
| Вімблдонський турнір                   | 1р   |      |      |      | 1р   | 1р   | 2р   | 2р   | 2–5                         |
| Відкритий чемпіонат США з тенісу       |      |      |      |      |      |      |      |      | 0–0                         |

### Кубок Федерації
| Зона Європа/Африка I |                  |            |                  |                      |                           |                                 |                                          |                           |
| Дата                 | Місце проведення | Покриття   | Раунд            | Суперниці            | Підсумковий рахунок матчу | Матч                            | Суперниця                                | Рахунок у своєму поєдинку |
| 4–7 Feb 2009         | Таллінн          | Тверде (i) | RR               | Угорщина             | 3–0                       | Парний розряд (з Мелані Саут)   | Каталін Мароші/Агнеш Савай               | 6–4, 6–3 (П)              |
| 4–7 Feb 2009         | Таллінн          | Тверде (i) | RR               | Нідерланди           | 3–0                       | Парний розряд (з Енн Кеотавонг) | Тейссен/Пауліне Вонг                     | 6–4, 6–0 (П)              |
| 4–7 Feb 2009         | Таллінн          | Тверде (i) | RR               | Люксембург           | 3–0                       | Парний розряд (з Мелані Саут)   | Менді Мінелла/Фаб'єнн Тілл               | w/o (П)                   |
| 4–7 Feb 2009         | Таллінн          | Тверде (i) | PO (Promotional) | Польща               | 1–2                       | Парний розряд (з Енн Кеотавонг) | Клаудія Янс-Ігначик/Аліція Росольська    | 5–7, 3–6 (L)              |
| 3–6 Feb 2010         | Лісабон          | Тверде (i) | RR               | Боснія і Герцеговина | 3–0                       | Парний розряд (з Олена Балтача) | Аніта Гусарич/Сандра Мартинович          | 6–3, 6–2 (П)              |
| 3–6 Feb 2010         | Лісабон          | Тверде (i) | RR               | Австрія              | 0–3                       | Парний розряд (з Енн Кеотавонг) | Патріція Майр-Ахлайтнер/Івонн Мойсбургер | 4–6, 4–6 (L)              |
| 3–6 Feb 2010         | Лісабон          | Тверде (i) | RR               | Білорусь             | 2–1                       | Парний розряд (з Олена Балтача) | Ольга Говорцова/Тетяна Пучек             | 3–6, 7–5, 6–2 (П)         |
| 3–6 Feb 2010         | Лісабон          | Тверде (i) | PO (5th–8th)     | Нідерланди           | 1–2                       | Парний розряд (з Кеті О'Браєн)  | Рішель Гогеркамп/Тейссен                 | 2–6, 4–6 (L)              |